# Радченки (Полтавская область)

Радченки (укр. Радченки) — село,
Полывянский сельский совет,
Миргородский район,
Полтавская область,
Украина.
Код КОАТУУ — 5323285604. Население по переписи 2001 года составляло 207 человек.
Радченки образованы после 1945 года слиянием хуторов Радченков и Ломаковский
Село указано на подробной карте Российской Империи и близлежащих заграничных владений 1816 года как хутор Радченков

## Географическое положение
Село Радченки находится на расстоянии в 1,5 км от сёл Иващенки, Полывяное и Бессарабы.
Рядом проходит автомобильная дорога Т-1710.